# Maquis Zone 1 C60 de l'Armée secrète belge
 (mai 2022).
La mise en forme du texte ne suit pas les recommandations de Wikipédia : il faut le « wikifier ».
Les points d'amélioration suivants sont les cas les plus fréquents. Le détail des points à revoir est peut-être précisé sur la page de discussion.
- Les titres sont pré-formatés par le logiciel. Ils ne sont ni en capitales, ni en gras.
- Le texte ne doit pas être écrit en capitales (les noms de famille non plus), ni en gras, ni en italique, ni en « petit »…
- Le gras n'est utilisé que pour surligner le titre de l'article dans l'introduction, une seule fois.
- L'italique est rarement utilisé : mots en langue étrangère, titres d'œuvres, noms de bateaux, etc.
- Les citations ne sont pas en italique mais en corps de texte normal. Elles sont entourées par des guillemets français : « et ».
- Les listes à puces sont à éviter, des paragraphes rédigés étant largement préférés. Les tableaux sont à réserver à la présentation de données structurées (résultats, etc.).
- Les appels de note de bas de page (petits chiffres en exposant, introduits par l'outil «  Source ») sont à placer entre la fin de phrase et le point final[comme ça].
- Les liens internes (vers d'autres articles de Wikipédia) sont à choisir avec parcimonie. Créez des liens vers des articles approfondissant le sujet. Les termes génériques sans rapport avec le sujet sont à éviter, ainsi que les répétitions de liens vers un même terme.
- Les liens externes sont à placer uniquement dans une section « Liens externes », à la fin de l'article. Ces liens sont à choisir avec parcimonie suivant les règles définies. Si un lien sert de source à l'article, son insertion dans le texte est à faire par les notes de bas de page.
- La présentation des références doit suivre les conventions bibliographiques. Il est recommandé d'utiliser les modèles {{Ouvrage}}, {{Chapitre}}, {{Article}}, {{Lien web}} et/ou {{Bibliographie}}. Le mode d'édition visuel peut mettre en forme automatiquement les références.
- Insérer une infobox (cadre d'informations à droite) n'est pas obligatoire pour parachever la mise en page.

Pour une aide détaillée, merci de consulter Aide:Wikification.
Si vous pensez que ces points ont été résolus, vous pouvez retirer ce bandeau et améliorer la mise en forme d'un autre article.
 (mai 2022).

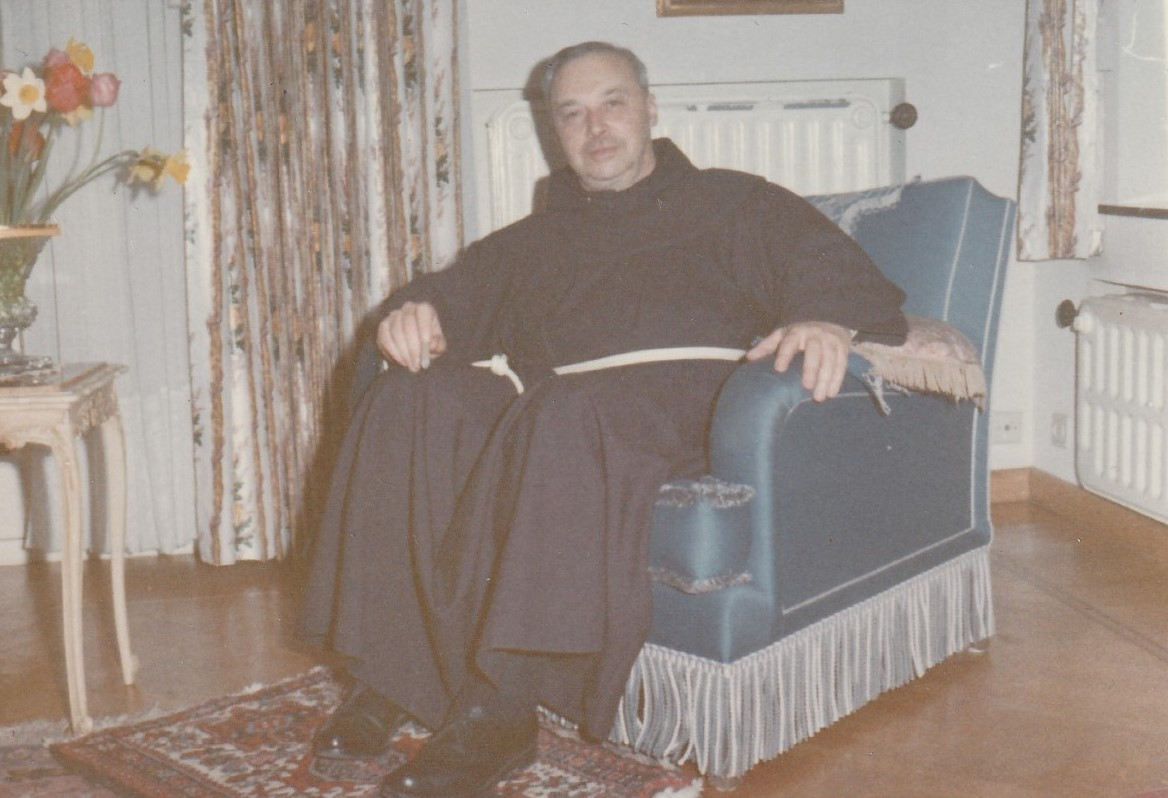
Émile Pécriaux, « frère Materne », qui a permis à de nombreux aviateurs de rejoindre le maquis (avril 1967)

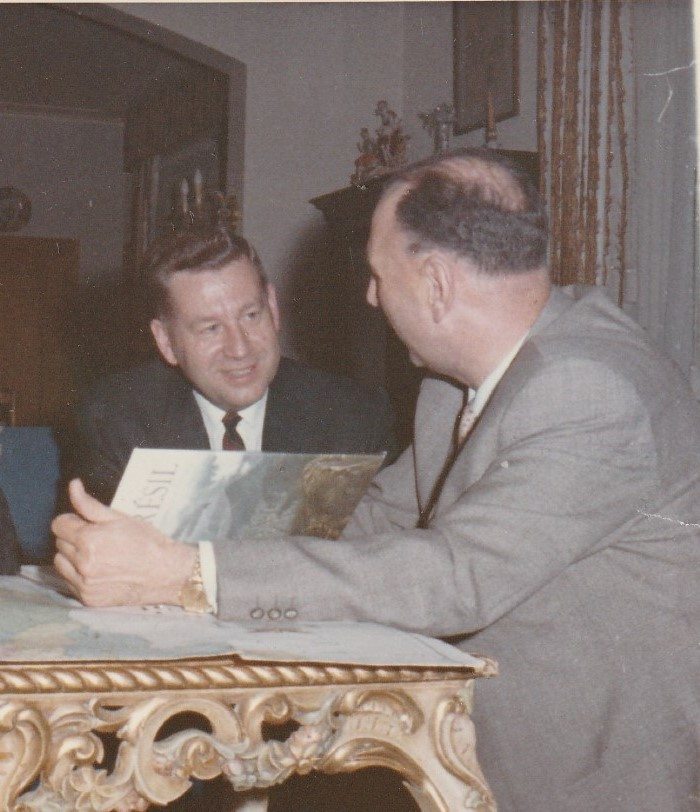
Willy Renner et Walter Neuville, retrouvailles après la guerre

L'Armée secrète belge est divisée en 5 zones. La zone 1, qui s'étend de la vallée de la Lys, au nord de Tournai, jusqu'à la Meuse de Dinant, couvre 4 secteurs, de A à D. Le secteur C couvre l'Entre-Sambre-et-Meuse dont Couvin.
Dès mars 1942, la légion Belge s'étend dans la région de Walcourt, Philippeville, Mariembourg, Florennes et la botte du Hainaut pour former C-60 ("Linot"). Le Docteur Leclerc prend la direction de ce secteur jusqu'à son arrestation en Février 1943, alors que le groupe était constitué de 600 hommes.
Le docteur Georges Lecomte le remplace en mai 1943, puis le lieutenant de réserve Émile Detroux de Chastrès en août et ce, jusqu'à la Libération.
En décembre 1943, Walter Neuville est chargé de l'organisation du maquis du secteur C-60.
Il fut entouré dans ce rôle de sa sœur Élisabeth, un frère franciscain (Émile Pécriaux , "Frère Materne"), des réfugiés et de nombreux villageois.

## Hébergement et ravitaillement
Le maquis avait pour mission l'hébergement et le ravitaillement d'aviateurs et réfractaires, avec notamment les refugiés suivants:
- André Hitelet (Belgique, septembre 1942 - ), réfractaire[8] et évadé du Kommando 44 du Stalag VI-F de Bocholt
- Alidor Dugot (Belgique, ? - libération), recherché par la police allemande [9]
- Norman Huntly Michie (Canada, février 1944 - libération), aviateur[10]
- Renner Wilfred (Willie) (Canada, octobre 1943 - libération), aviateur[11] [12] [13] [14]
- Healey Joseph (Joe) Patrick (Canada, février 1944 - libération), aviateur [15][16] [17]
- Henry Alan Lucas (England, février 1944 - libération), aviateur [18] [19]
- Warren Charles (Charly) (États-Unis, février 1944 - libération), aviateur [20] [21]
- Michine Nicolas (URSS), prisonnier de guerre évadé
- Puschkarev Serge (URSS), prisonnier de guerre évadé
- Raymond Ademovitch (Yougoslavie, Avril 1943 - libération), prisonnier de guerre musulman bosniaque évadé du camp de Douai et qui travaillait dans les mines de charbon locales
- Felix Azizovitch (Yougoslavie, Avril 1943 - libération), prisonnier de guerre musulman bosniaque évadé du camp de Douai et qui travaillait dans les mines de charbon locales

Dès septembre 1942, le bois de Falemprise accueille André Hitelet.
Un hébergement en bois de sapin, fut érige dans les bois de Falemprise, au lieu-dit "Plate Taille".
Le refuge sera abandonné en Février 1944 à la suite d'incursions de soldats allemands dans les bois environnants, et les réfugiés seront répartis par Walter Neuville chez des habitants de Boussu-Lez-Walcourt et Beaumont.
Un autre abri sera construit en Avril 1944 dans un massif de pruneliers au lieu-dit "Cocriamont". Les deux Yougoslaves, André Hitelet, puis Alidor Dugot y resteront jusqu'à leur libération.
Un autre baraquement ("Maquis des aviateurs") fut construit entre le second et le troisième parachutage (Mai/Juin 1944) dans un versant boisé aux abords de la plaine dite de Falemprise, et sera occupé par Warren Charly, Alan Lucas et les deux évadés russes.

## Parachutages
Walter Neuville et le groupe C-60 participeront, en outre, à la réception de trois parachutages (Mai et Juin 1944) sur deux sites, à Erpion et à Falemprise .
Un des sites était la plaine B2 (Badon, Boussu-Lez-Walcourt), l'autre la plaine B1 (Silenrieux, Falemprise).
Le premier parachutage eu lieu à la suite de l'émission du message suivant "Pour Oscar, la carpe est muette, pour Ovide, la carpe n'est pas muette" le 10 Mai 1944 à 19h15 sur Radio Belgique.

Le deuxième parachutage eut lieu sur la plaine B2 à la suite du message "Voici un message pour Oscar: La carpe est muette".
Le troisième parachutage eu lieu en Juin sur la plaine B1, à la suite du message "Pour Ursule (ou Uranus), le buffet est vide ou le buffet n'est pas vide".
Un total de 9 tonnes de matériel (armes anti-chars, pistolets, mitraillettes, postes émetteurs-récepteurs) furent ainsi réceptionnés.
Une stèle commémorative (le mémorial de Badon) a été érigée le 11 septembre 1988 en bordure de la plaine de la carpe, un des deux sites de parachutage, en présence de Walter Neuville, Émile Detroux, André Hitelet et Abert Reichling.

## Reconnaissance

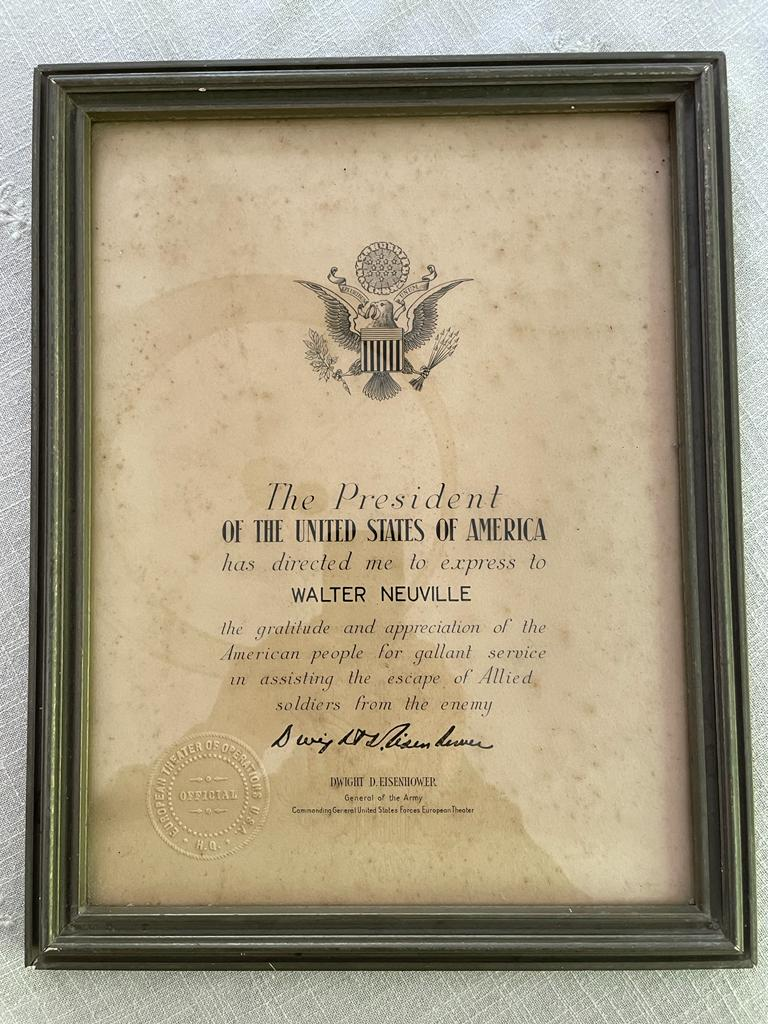
Award de Dwight D. Eisenhower, au nom du président des États-Unis d'Amérique
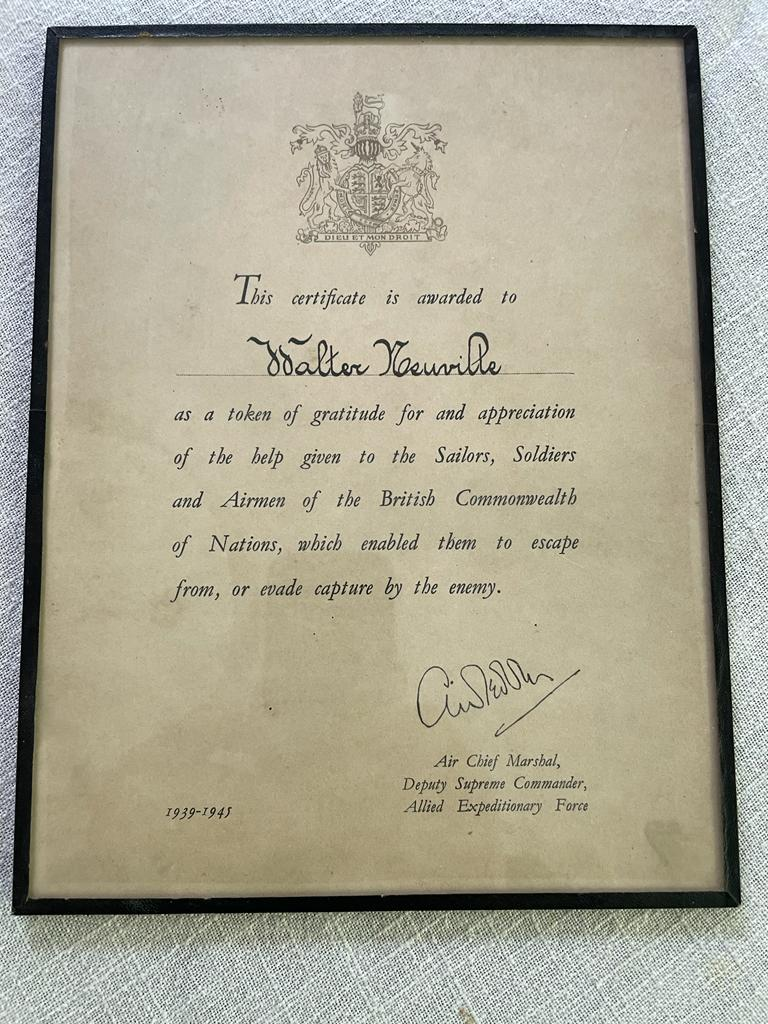
Award du "British Air Chief Marshal"
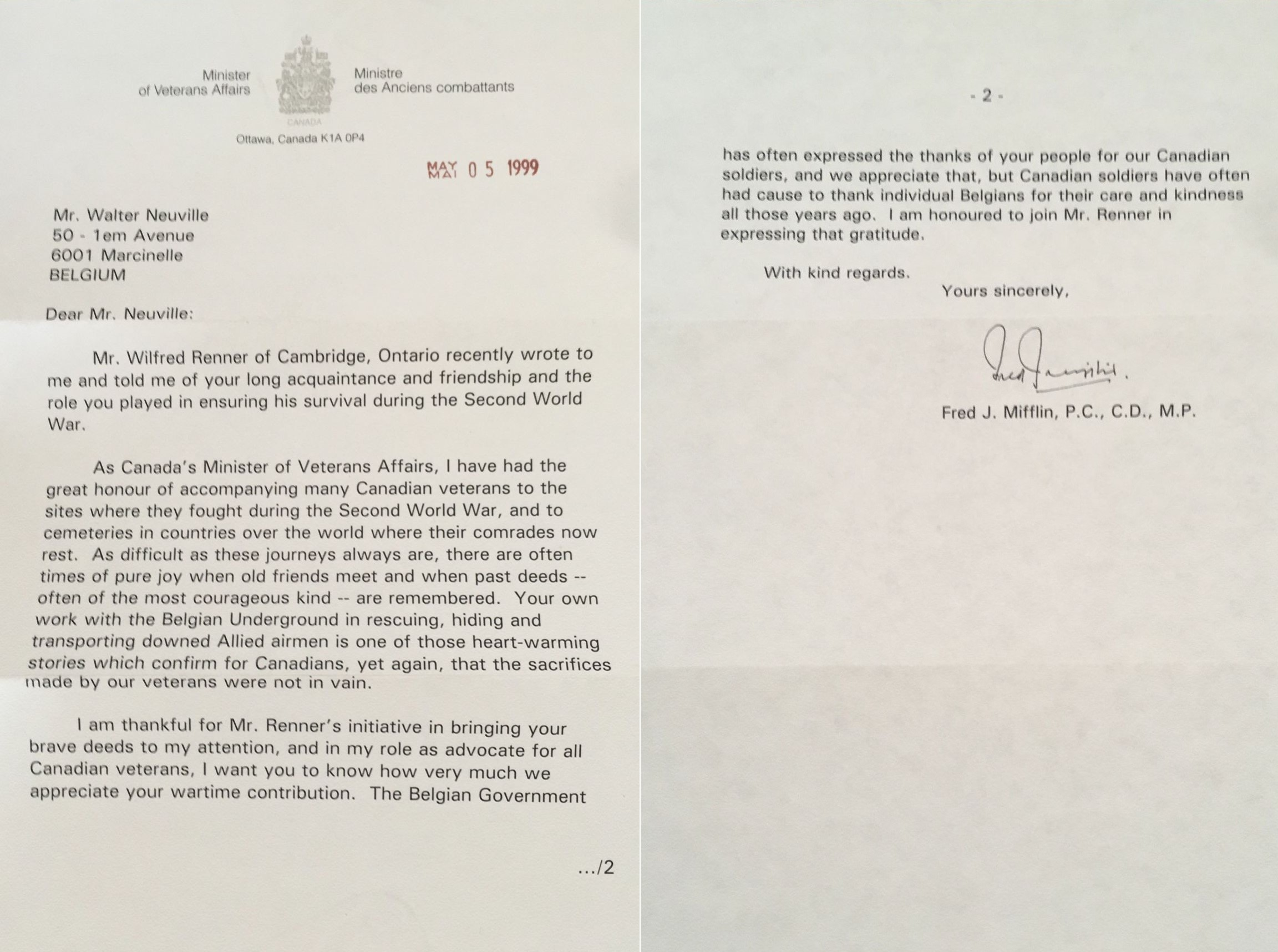
Lettre de reconnaissance auprès de Walter Neuville de Fred Mifflin (en), ministre canadien des Veteran Affairs

### Fiches du réseau Comète
- « Norman Huntly MICHIE, R194268, Évasion Comète » (consulté le 10 mai 2022)
- « Joseph Patrick HEALEY, R179472, Comète Line » (consulté le 10 mai 2022)
- « Joseph Patrick HEALEY, R179472, Évasion Comète » (consulté le 10 mai 2022)
- « Henry Alan Lucas, 1818663, Comète Line » (consulté le 10 mai 2022)
- « Henry Alan Lucas, 1818663, Évasion Comète » (consulté le 10 mai 2022)
- « Charles R. WARREN, 17060226, Comète Line » (consulté le 10 mai 2022)
- « Charles Richard WARREN, 17060226, Évasion Comète » (consulté le 10 mai 2022)